# Plakat

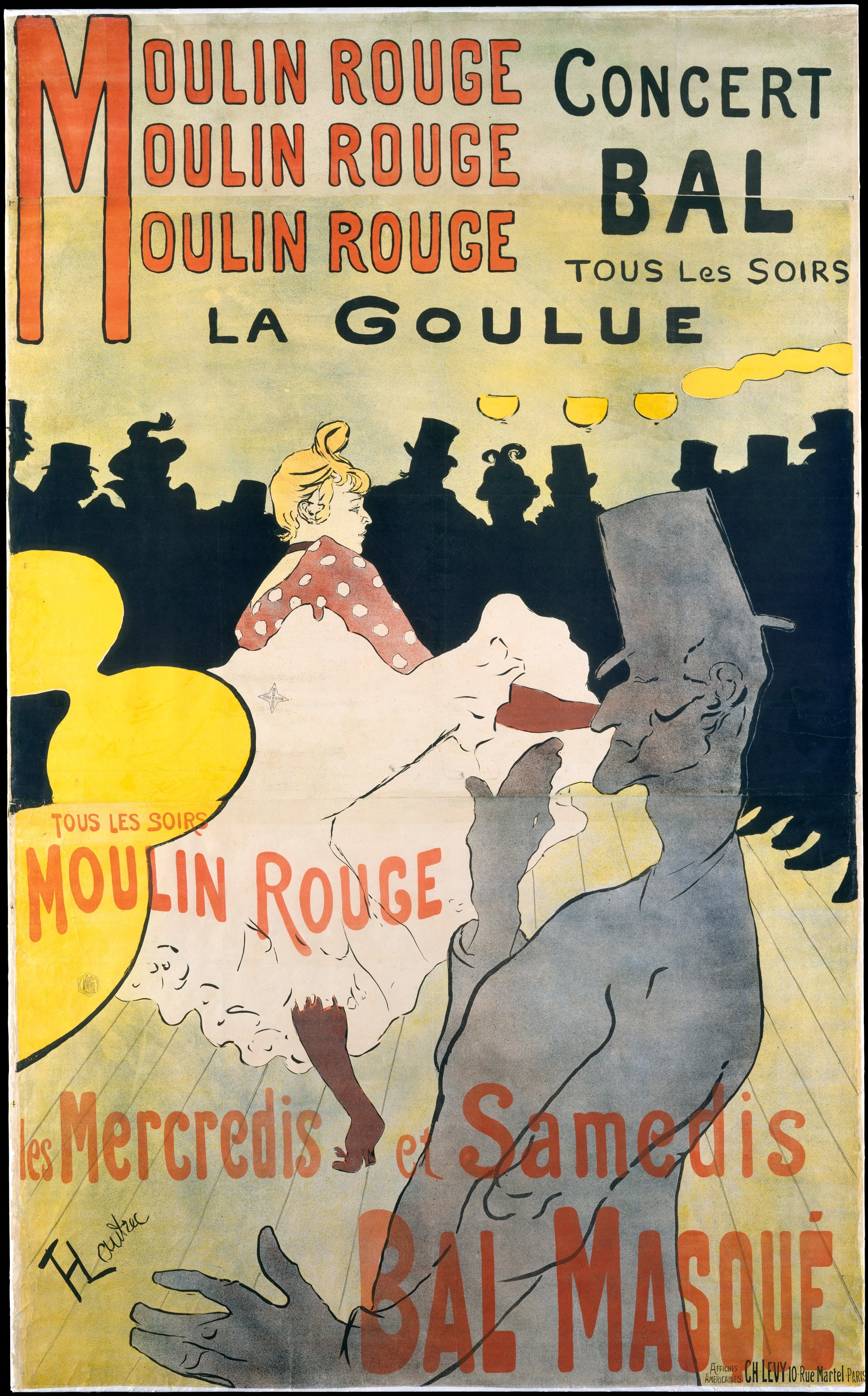
Henri de Toulouse-Lautrec, Moulin Rouge, 1891

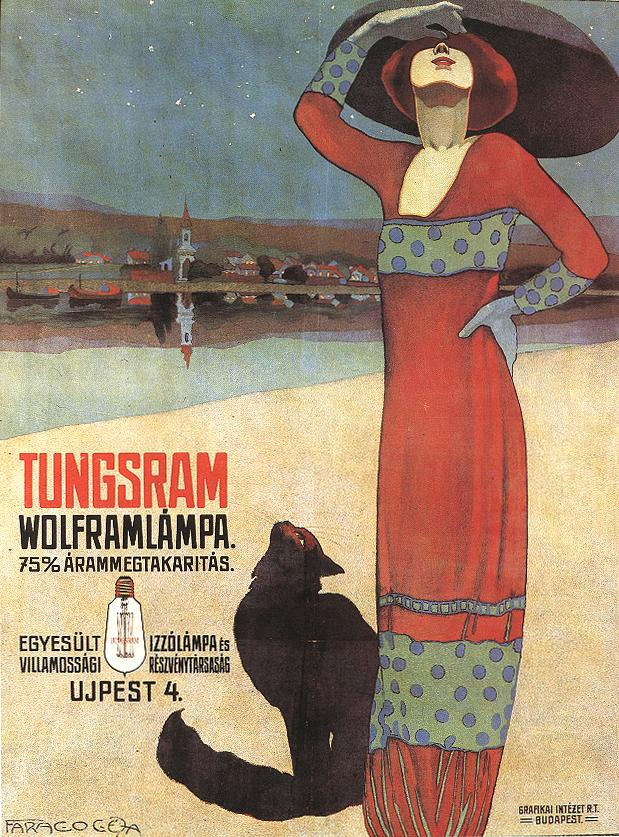
Faragó Géza, Tungsram wolfrámlampa, 1910

Plakat (z niderl. plakaat, z fr. placard ‘tablica z afiszem’) – rodzaj wyrobu poligraficznego zaliczany do akcydensów. Druk jednostronny dużego formatu (co najmniej A3), o charakterze informacyjnym, ale czasem również propagandowym służący do umieszczania w stałych, publicznych miejscach (rozklejany, umieszczany w witrynach).

## Historia
Plakat powstał w XVII/XVIII wieku i początkowo był uważany za rodzaj reklamy. Rozwinął się wraz z szybkim postępem technik graficznych. W okresie przedwojennym plakat traktowany był jako indywidualna wypowiedź artystyczna. Jego rozwój przypada na lata 60. i 70. XX wieku.
Wyjściową formą plakatu jest afisz. Plakat tym różni się od afiszu, że nie jest wykonany ze składu, lecz w całości stanowi formę graficzną. Zadrukowywany jest z reguły na całej powierzchni papieru i najczęściej posiada bogatą kolorystykę. Elementy graficzne co najmniej dorównują informacji tekstowej, z reguły jednak dominują. Napisy są często przetworzone artystycznie.
O ile typowy afisz, jako druk czysto informacyjny, jest zazwyczaj jedynie rodzajem rzemiosła, to forma plakatu jest również jedną z dziedzin sztuki.
Do druku plakatów służy produkowany wyłącznie w tym celu papier plakatowy.

## Typologia plakatu
Analiza plakatu umożliwia jego typologię ze względu na przeznaczenie, jak i formę graficzną komunikatu.
- plakaty zewnętrzne – nośnik reklamy outdoorowej. Pierwszy taki plakat zewnętrzny o wymiarach powyżej 50 stóp kwadratowych powstał w 1835 roku w Nowym Jorku, w pracowni Jareda Bella, gdzie drukowano zwyczajne plakaty na potrzeby cyrku[4];
- plakaty propagandowe;
- plakaty awangardowe, porewolucyjne – oddziaływały na odbiorcę poprzez graficzną grę skojarzeń i wykorzystanie fotomontażu;
- plakaty teatralne;
- plakaty filmowe;
- plakaty muzyczne;
- plakaty sportowe;
- plakaty księgarskie – traktowane jako reklama lokalizowana w punktach sprzedaży publikacji;
- plakaty reklamowe;
- plakaty polskiej szkoły plakatu[5].